# Krydsningsspor
Krydsningsspor er et sted på en enkeltsporet jernbane eller sporvej, hvor tog eller sporvogne, der kører i hver sin retning, kan passere hinanden. Krydsningsspor er ofte placeret på en jernbanestation, eller hvor der tidligere har været en. Et krydsningsspor er forbundet med hovedsporet i begge ender, så et tog eller sporvogn, der kører den ene vej, kan fortsætte fremad efter at have afventet toget eller sporvognen den anden vej. Krydsningsspor kan også benyttes til overhaling af tog eller sporvogne, der kører i samme retning.
Mange kabelbaner benytter også krydsningsspor på midten, så den opadgående og den nedadgående vogn kan passere hinanden. Vognene er imidlertid forbundet med et kabel, der sikrer at de ankommer til krydsningssporet på samme tid, hvilket betyder at de kan køre igennem krydsningssporet uden at vente på hinanden.